# Sinularia robusta
Sinularia robusta är en korallart som beskrevs av Macfadyen 1936. Sinularia robusta ingår i släktet Sinularia och familjen läderkoraller. Inga underarter finns listade i Catalogue of Life.